# New York State Bridge Authority
Die New York State Bridge Authority (NYSBA) ist als gemeinnützige Aktiengesellschaft (public benefit corporation) des US-Bundesstaats New York Betreiber und teilweise auch Erbauer von fünf Straßenbrücken über den Hudson River. Sie wurde am 31. März 1932 gegründet, um durch die Ausgabe von Staatsanleihen den Bau der Rip Van Winkle Bridge zwischen den Orten Hudson und Catskill zu finanzieren und diese, unterstützt durch Mauteinnahmen, zu unterhalten.
1933 übernahm die NYSBA die drei Jahre zuvor eröffnete, bei Poughkeepsie gelegene Mid-Hudson Bridge des State of New York Department of Public Works und 1940 die bislang durch ein Privatunternehmen betriebene Bear Mountain Bridge nahe Peekskill.
Zwischen 1954 und 1957 wurde unter Regie der NYSBA die Kingston–Rhinecliff Bridge errichtet, die eine Staatsstraße zwischen den beiden namensgebenden Orten Kingston und Rhinebeck über den Hudson führt. Ebenfalls unter NYSBA-Verantwortung wurde von 1960 bis 1963 der erste Teil der Newburgh–Beacon Bridge zwischen Newburgh und Beacon erbaut, die die Fernstraße I-84 trägt. Zur Kapazitätssteigerung wurde sie 1980 um eine parallele zweite Hudson-Querung ergänzt.
Auf allen fünf Brücken erhebt die NYSBA bei Fahrt in West-Ost-Richtung eine Maut in Höhe von einem US-Dollar pro Fahrzeug; in der Ost-West-Relation ist die Nutzung der Brücken hingegen kostenlos.